# Georg Dettmar

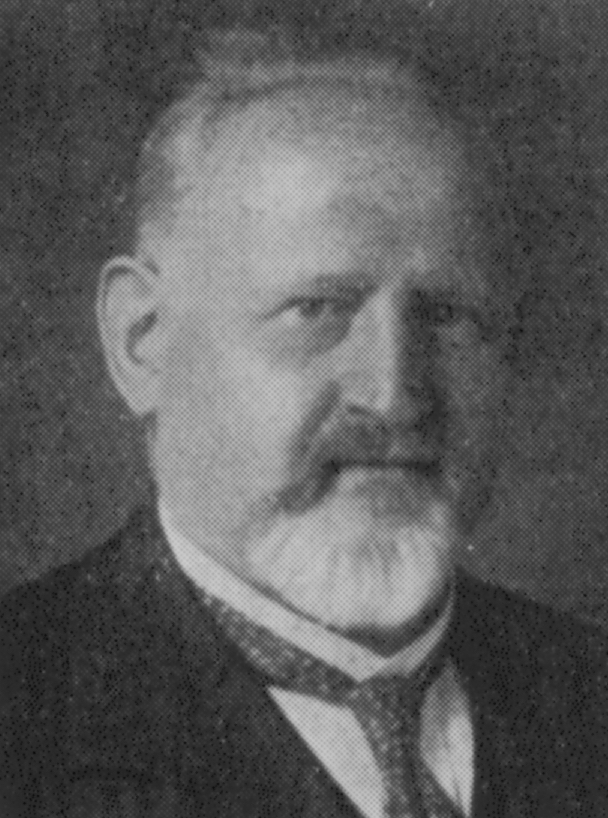
Georg Dettmar

Georg Dettmar (* 14. Oktober 1871 in Ohlau, Niederschlesien; † 25. Oktober 1950 in Bückeburg; vollständiger Name Georg Max Richard Dettmar) war ein deutscher Ingenieur und Hochschullehrer. Er gilt als Begründer der Normung elektrischer Maschinen.

## Leben
Dettmar kam 1891 als Ingenieur zur Elektrizitäts-AG vormals W. Lahmeyer & Co. in Frankfurt am Main und ging mit gleicher Aufgabenstellung im Jahr 1896 nach Niedersedlitz bei Dresden. 1896 wurde er Oberingenieur bei Gebrüder Körting in Linden bei Hannover. In den Jahren 1900 bis 1905 arbeitete er wieder in Frankfurt.
1916 und 1917 war Dettmar Hilfsreferent im preußischen Kriegsministerium in Berlin, 1917 bis 1920 Leiter der Abteilung Elektrizität des Reichskommissariats für die Kohlenverteilung. Im Jahr 1918 erhielt er die Ehrendoktorwürde (als Dr.-Ing. E. h.) verliehen.
Von 1905 bis 1921 war Dettmar Generalsekretär des Verbandes Deutscher Elektrotechniker in Berlin. 1920 kam er als ordentlicher Professor für elektrische Anlagen, elektrische Bahnen und elektrische Kraftübertragung an das Elektrotechnische Institut der Technischen Hochschule Hannover bis zu seiner Emeritierung zum 1. April 1937.
Zur Zeit der Weimarer Republik führte der zum Ehrendoktor ernannte Dettmar vom hannoverschen Heinrich-Heine-Platz 1 aus die Schriftleitung für das Fachblatt Der elektrische Betrieb. Zeitschrift des Reichsverbandes der Elektrizitäts-Abnehmer e.V.
Im Jahr 1928 wurde er Vorstand des von ihm gegründeten Forschungsinstituts für Elektrowärmetechnik, 1930 war er Mitglied der China-Studienkommission des Reichsverbandes der Deutschen Industrie. Im November 1933 unterzeichnete er das Bekenntnis der deutschen Professoren zu Adolf Hitler.

## Veröffentlichungen
- Die Entwicklung der Starkstromtechnik in Deutschland
- Ueber die Nothwendigkeit der Aufstellung von Normen für die Bestimmung und Angabe von Leistung, Erwärmung und Wirkungsgrad elektrischer Maschinen; 1900
- Normalien zur Prüfung von elektrischen Maschinen und Transformatoren : von der 9. Jahresversammlung des Verbandes Deutscher Elektrotechniker in Dresden am 18. Juni 1901 probeweise auf ein Jahr angenommen / mit Erl. von G. Dettmar, Obering. in Frankf. a.M; 1901; dito 1902, 1907
- Ein neuer Ölprüfapparat; 1902
- Die Beziehungen der Elektrotechnik zu den anderen Zweigen der Technik : Vortrag, gehalten in der Sitzung des Elektrotechnischen Vereins am 28. Februar 1905
- Die Bedeutung der Müllverbrennung für die Elektrotechnik; 1907
- Über den Zusammenhang zwischen Stromkosten und Benutzungsdauer; 1908
- Statistik der Elektrizitätswerke in Deutschland
- Die Beeinflussung von Gasanstalten durch den Bau eines Elektrizitätswerkes am gleichen Ort
- Die wirtschaftliche Bedeutung der öffentlichen Elektrizitätswerke Deutschlands; 1910